# 킹덤 오브 헤븐 2
킹덤 오브 헤븐 2(Beowulf & Grendel)는 오스트레일리아에서 제작된 스툴라 구나르손 감독의 2005년 액션, 모험, 드라마, 판타지 영화이다. 마이클 코원 등이 제작에 참여하였다.

## 출연
- 제라드 버틀러
- 토니 커렌
- 마틴 딜레이니
- 구나르 아이조프슨
- 기슬리 외르든 가르다르손
- 마크 루이스
- 에디 마산
- 로리 맥칸
- 올라푸르 다리 올라프손
- 사라 폴리
- 잉그바 에거트 시거드슨
- 스텔란 스카스가드
- 로난 비버트
- 필립 위처치
- 스펜서 와일딩

## 제작진
- 라인프로듀서: 마크 와인메이커
- 협력프로듀서: 더글러스 핸슨
- 의상: 데브라 핸슨
- 배역: 팜 딕슨
- 배역: 버피 홀